# Microrregión de Bom Jesus da Lapa
La microrregión de Bom Jesús da Lapa es una de las  microrregiones del estado brasileño de la Bahia perteneciente a la mesorregión  Valle São-Franciscano da Bahia. Su población fue estimada en 2005 por el IBGE en 168.165 habitantes y está dividida en seis municipios. Posee un área total de 15.702,615 km².
Es en esta región que se localiza una enorme gruta, que atrae miles de turistas durante las peregrinaciones.

## Municipios
- Bom Jesús da Lapa
- Carinhanha
- Feira da Mata
- Paratinga
- Serra do Ramalho
- Sítio do Mato

- Datos: Q2313621